# Wadym Krochan
Wadym Wałerijowycz Krochan, ukr. Вадим Валерійович Крохан, ros. Вадим Валерьвеич Крохан, Wadim Walerjewicz Krochan (ur. 5 stycznia 1972 w Chmielnickim) – ukraiński piłkarz, grający na pozycji pomocnika, trener piłkarski.

## Kariera piłkarska

### Kariera klubowa
Wychowanek klubu Podilla Chmielnicki, w którym w 1989 rozpoczął karierę. W 1992 występował w zespołach Chimik Żytomierz i CSK ZSU Kijów. Potem bronił barw miejscowych drużyn Adwis Chmielnicki, Nord-AM-Podillia Chmielnicki oraz Temp-Adwis Chmielnicki. Na początku 1996 wyjechał do Rosji gdzie bronił barw klubów Izumrud Timaszewsk i Torpedo Taganrog. Po roku gry w ukraińskim Metałurhu Donieck w 2000 ponownie wyjechał za granicę, tym razem do Mołdawii, gdzie występował w klubach Olimpia Bielce i Roma Bielce. W 2001 powrócił do Podilla Chmielnicki. W 2004 przeszedł do Sławii Mozyrz. W 2006 zakończył karierę piłkarską.

## Kariera trenerska
Po zakończeniu kariery piłkarskiej rozpoczął pracę szkoleniową. Najpierw pomagał trenować piłkarzy Dynama Chmielnicki. Od 17 października 2011 pełnił obowiązki głównego trenera Dynama Chmielnicki. Potem objął stanowisko głównego trenera klubu, w którym pracował do 15 listopada 2013, kiedy klub został rozformowany.